# Morpho tapajoz
Morpho tapajoz är en fjärilsart som beskrevs av Le Moult 1931. Morpho tapajoz ingår i släktet Morpho och familjen praktfjärilar. Inga underarter finns listade i Catalogue of Life.